# Вергани, Бениамино
Бениамино Вергани (итал. Beniamino Vergani, 2 июня 1863, Монтебеллуна — 15 июля 1927) — итальянский шахматист, мастер. Серебряный призёр неофициальных чемпионатов Италии 1892 и 1900 гг.
Второй итальянский шахматист (после С. Дюбуа), который участвовал в крупном международном турнире (Гастингс, 1895 г.). Наиболее известен как раз благодаря участию в этом турнире. Занял последнее место с результатом 3 из 21, однако смог победить в личных встречах участника матча на первенство мира И. Гунсберга и восходящую звезду К. Шлехтера. Также сыграл вничью с сильными мастерами А. Альбином и Г. Марко.
Родился в семье, происходившей из Кремоны.
Занимался бизнесом.
В шахматы научился играть в возрасте 20 лет. Участвовал в местных соревнованиях. Играл по переписке. Также занимался шахматной композицией. Участвовал в 5-м конкурсе журнала «Nuova Rivista degli Scacchi».
Сильно играл, не глядя на доску. В 1891 году в «Caffè Roma» в Тревизо дал сеанс одновременной игры вслепую на 8 досках, в котором выиграл все партии.
С 1890 по 1897 гг. редактировал шахматный отдел в миланской газете «Lo Sport illustrato».
После смерти Вергани в его родном городе Монтебеллуна был организован шахматный клуб. Сейчас при этом клубе существует одна из ведущих молодежных команд Италии.

## Спортивные результаты
| Год  | Город    | Соревнование                                                   | + | −  | = | Результат | Место |
| ---- | -------- | -------------------------------------------------------------- | - | -- | - | --------- | ----- |
| 1892 | Турин    | 6-й национальный турнир                                        |   |    |   |           | 2     |
| 1895 | Гастингс | Международный турнир                                           | 2 | 17 | 2 | 3 из 21   | 22    |
| 1900 | Рим      | Национальный турнир (1-й турнир Итальянского шахматного союза) |   |    |   | 10 из 14  | 2—3   |
| 1901 | Венеция  | Национальный турнир (2-й турнир Итальянского шахматного союза) |   |    |   | 5½ из 14  | 5     |